# Национальный музей западного искусства (Токио)

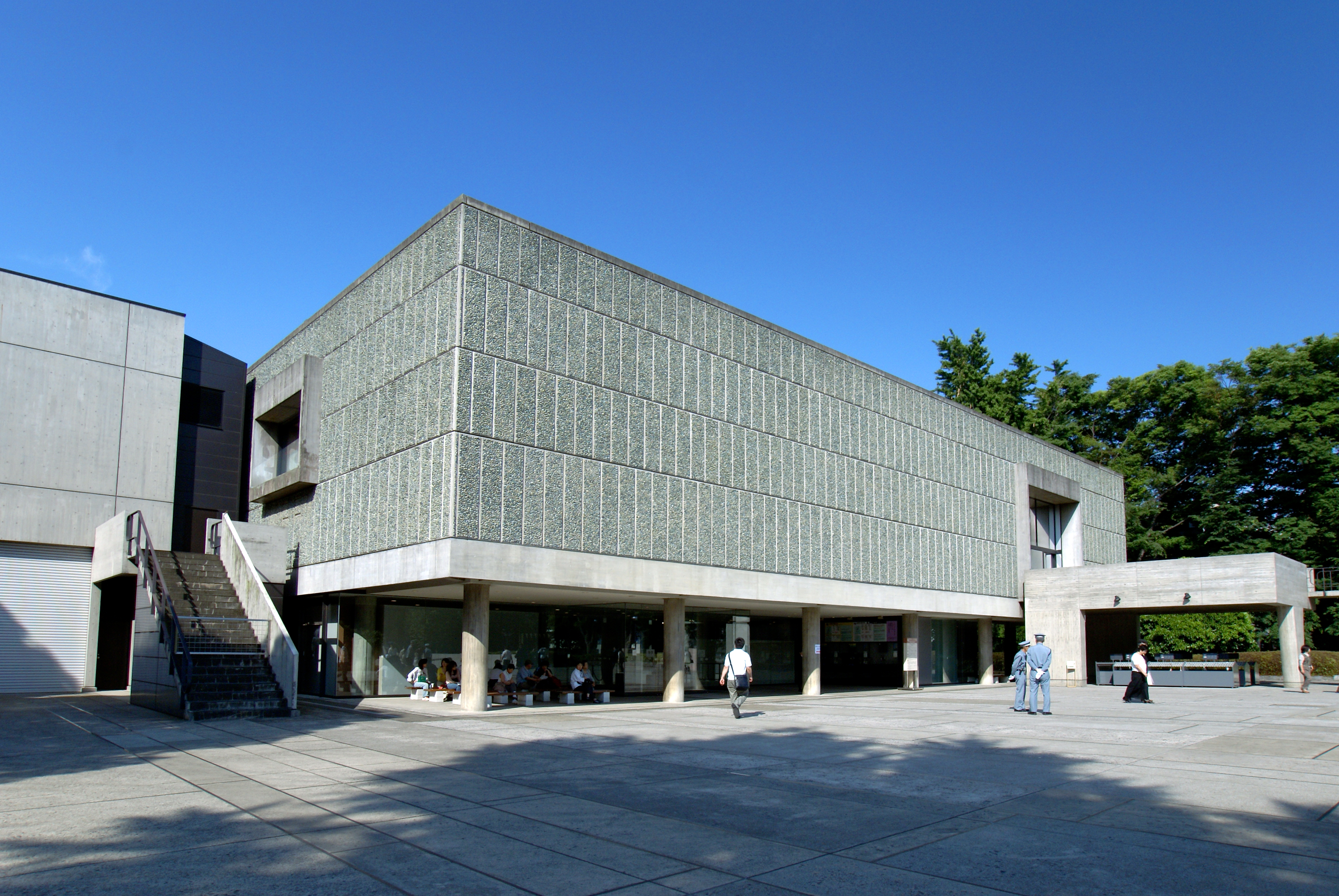
Национальный музей западного искусства, архитектор Ле Корбюзье

Национальный музей западного искусства (яп. 国立西洋美術館) — художественный музей в Японии, в токийском округе Тайто. В нём выставлены произведения искусства стран Европы и Северной Америки начиная от Средневековья и до XX столетия. Национальный музей западного искусства является крупнейшим в своём роде в странах Азии.

## История
Единственный в Японии государственный музей западного искусства был создан на основе собрания произведений искусства Мацуката Кодзиро. Его коллекция, находившаяся во Франции, во время Второй мировой войны была конфискована, однако в конце 1950-х годов часть её была передана Францией Японии как знак примирения с японским народом. В 1957 году для этих 196 картин, 80 рисунков, 63 скульптур и 26 произведений графики начинается строительство нового здания музея в токийском парке Уэно по проекту Ле Корбюзье, которому помогали японские архитекторы Кунио Маэкава, Сакакура Дзюндзо и Ёсидзака Такамаса. В 1959 году это двухэтажное здание было окончено, в 1979 году оно было расширено учеником Ле Корбюзье Кунио Маэкавой за счёт пристройки дополнительного помещения. В 1997 году к нему были добавлены выставочный зал для передвижных экспозиций и учебно-лекционная аудитория.

## Коллекция
В настоящее время собрание музея охватывает около двух тысяч экспонатов, представляющих европейское искусство от Средневековья и вплоть до современности. На первом этаже музея хранятся произведения живописи, созданные в период от начала XV — вплоть до конца XVIII столетия. Здесь представлены полотна итальянских мастеров — Л. Бассано, Я. Тинторетто, Паоло Веронезе, Дж. Вазари, К. Дольчи, Дж. Ф. Барбиери, Г. Рени, Дж. Д. Тьеполо, Дж. Б. Тьеполо, Пьетро Лонги и других. К работам голландских и фламандских мастров относятся полотна А. ван Дейка, П. П. Рубенса, Г. Доу, Я. ван Гойена, Яна Стена, Я. ван Рёйсдаля, И. ван Остаде, Й. ван Клеве и других художников. Из немецкой живописи имеются произведения Л. Кранаха Старшего. Из французской — картины Филиппа Шампаньского, Ж. де Ла Тур, К. Лоррена, Ж.-О. Фрагонара, К.-Ж. Верне, Ж.-М. Натье, Ж.-Б. Патера, а также Э. Делакруа, О. Домье, Ж.-Ф. Милле, К. Коро. Из испанской живописи наиболее значимыми являются картины Эль Греко, Б. Э. Мурильо и Хосе де Риберы.
В пристройке, возведённой в 1979 году, хранятся произведения искусства, созданные во 2-й половине XIX и в XX столетии. Основу этого собрания составляют произведения французских испрессионистов Э. Мане, О. Ренуара, В. ван Гога, К. Моне (16 полотен), А. Сислея, П. Гогена, П. Боннара, М. Дени, П. Сезанна, К. Писсарро и другие. Здесь также можно увидеть работы итальянских футуристов и английских прерафаэлитов первой половины конца XIX — XX века: Дж. Сегантини, Д. Г. Россетти, Дж. Э. Милле, французских символиств Г. Моро и П. С. Пюви де Шаванна, пуантилиста Ж. Синьяка. Из работ мастеров XX столетия представлены произведения П. Пикассо, Ф. Леже, Ж. Миро, А. Дерена, М. Эрнста, Ж. Руо, Дж. Поллока, Х. Сутина, К. ван Донгена и многих других.
Графическое собрание музея включает в себя в том числе большое количество работ таких мастеров, как А. Дюрер, Ф. Гойя, Г. Гольбейн-младший, Рембрандт, Дж. Б. Пиранези, М. Клингер. На первом этаже музея также размещаются входящие в собрание скульптуры. Токийский НМЗИ располагает одной из крупнейших коллекций работ О. Родена — из 58 его произведений, в том числе и таких знаменитых, как Мыслитель, Граждане Кале и Врата ада.

### Объединённый каталог
«Объединённый каталог коллекций Национального музейного искусства Японии» представляет собой объединённый каталог материалов, хранящихся в четырёх японских национальных художественных музеях:
- Национальный музей современного искусства, Киото
- Национальный музей современного искусства, Токио
- Национальный художественный музей в Осаке
- Национальный музей западного искусства, Токио[1].

## Галерея

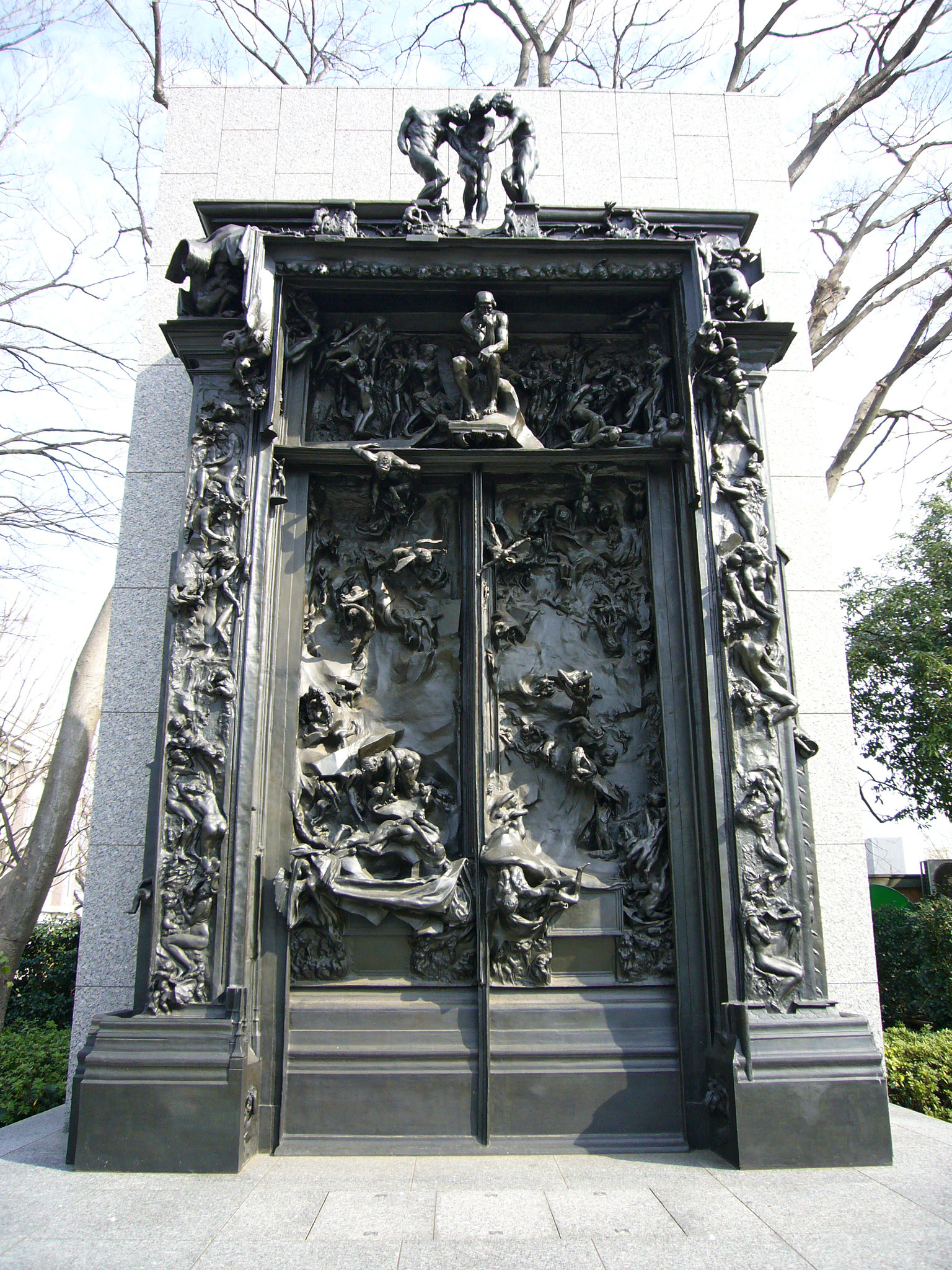
О.Роден Врата ада
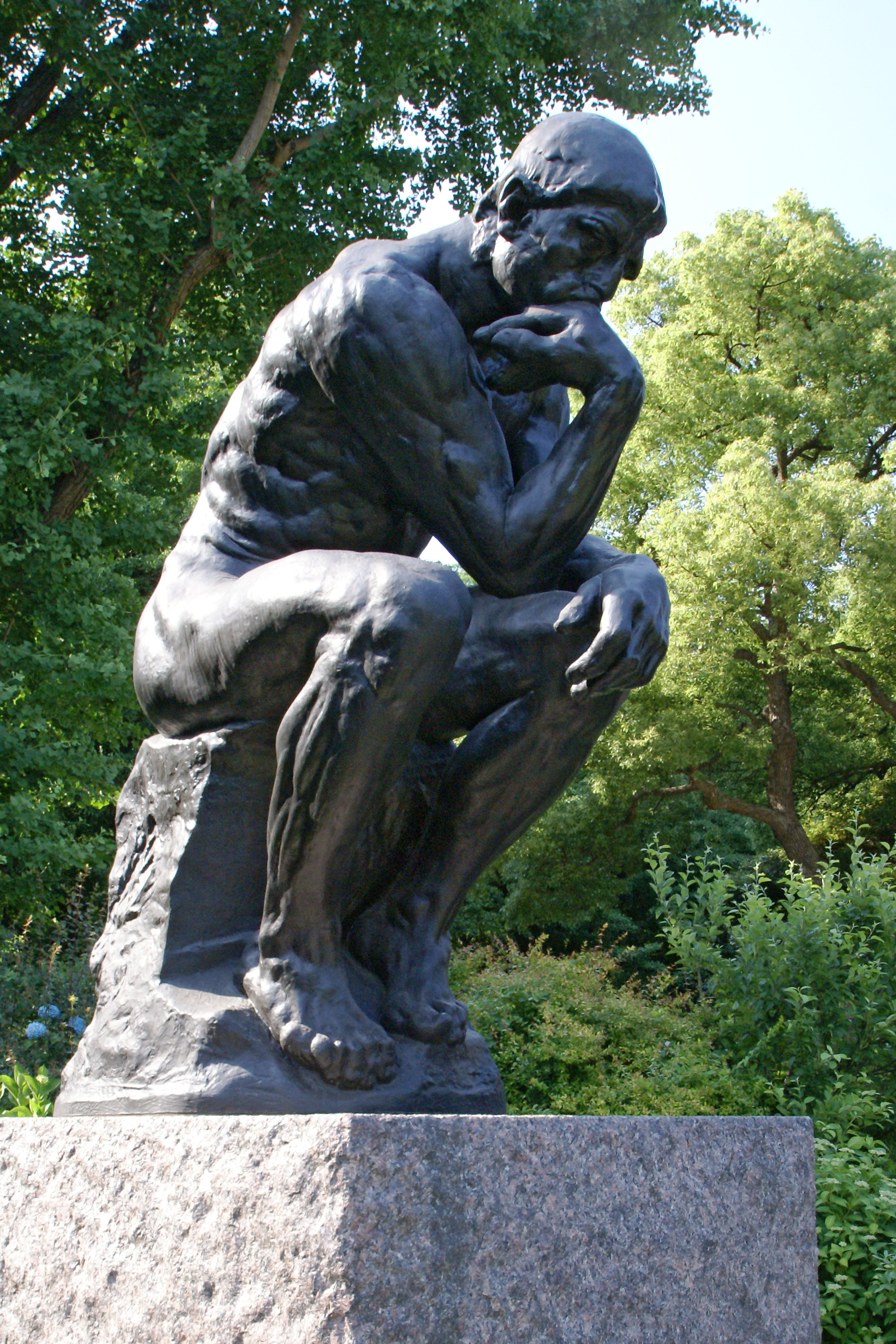
О.Роден Мыслитель
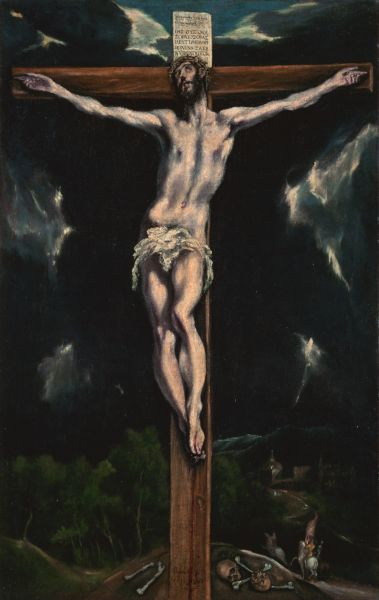
Эль Греко Христос на кресте
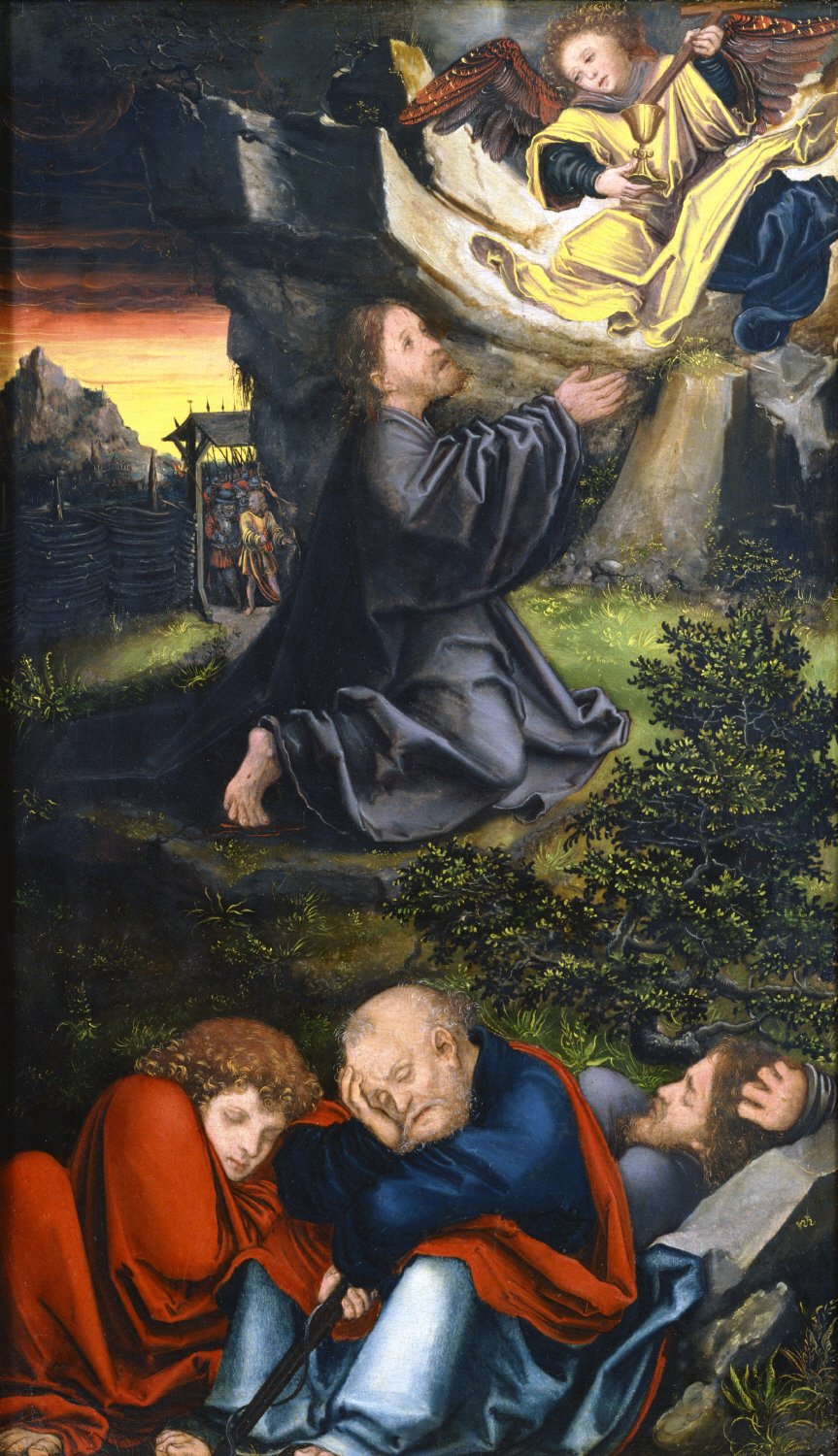
Лукас Кранах Старший Гефсиманский сад
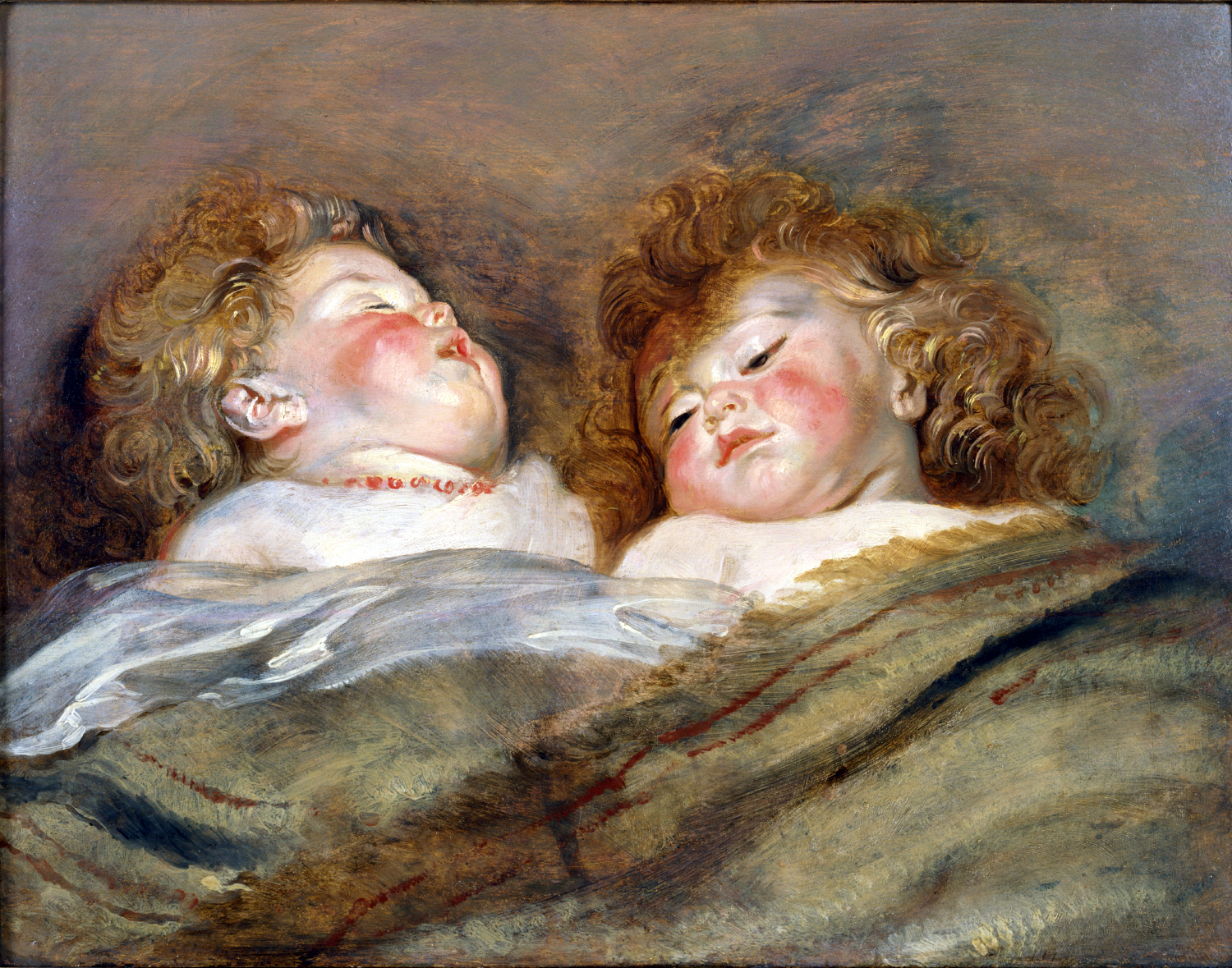
П.-П.Рубенс Двое спящих детей
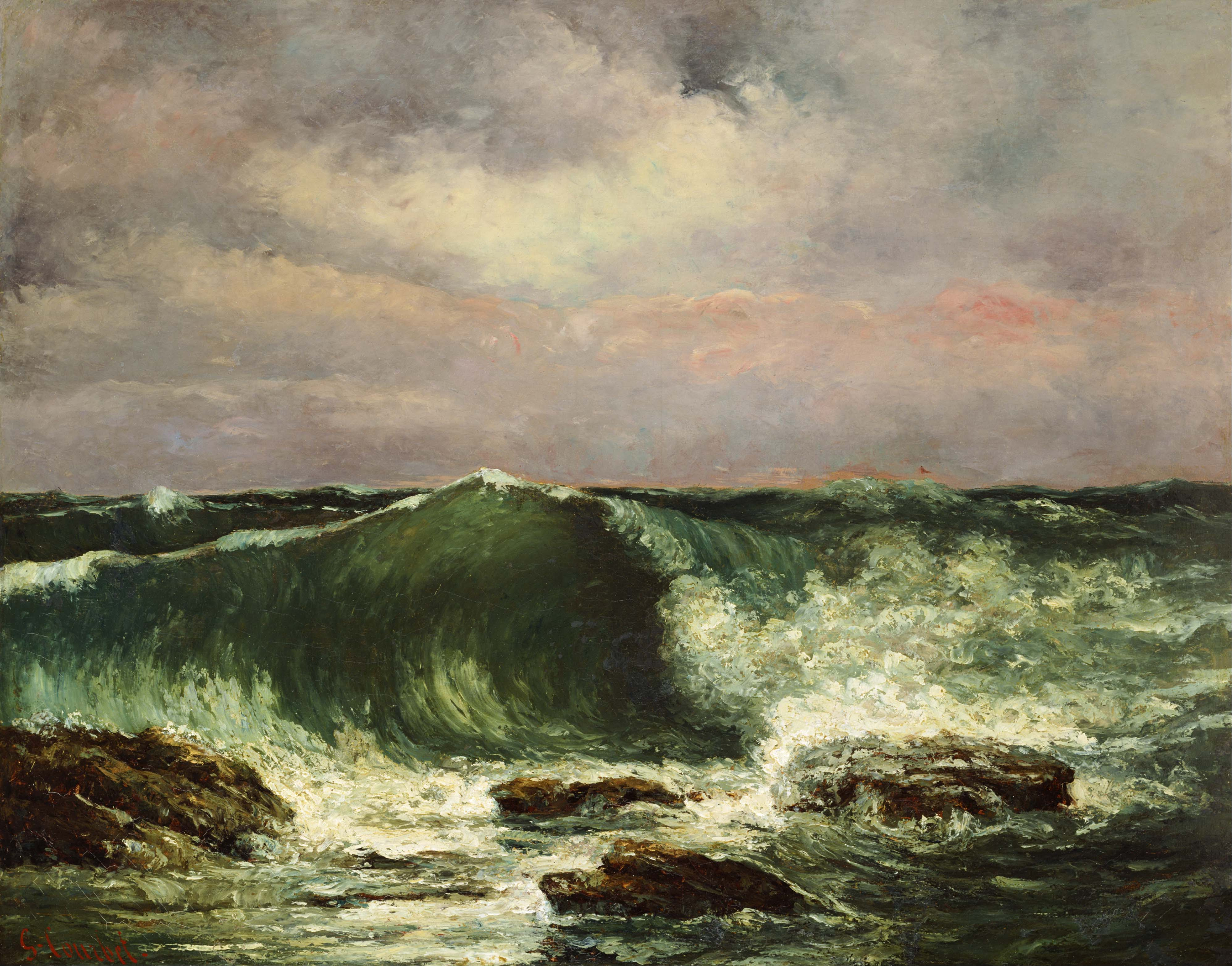
Г.Курбе Волна
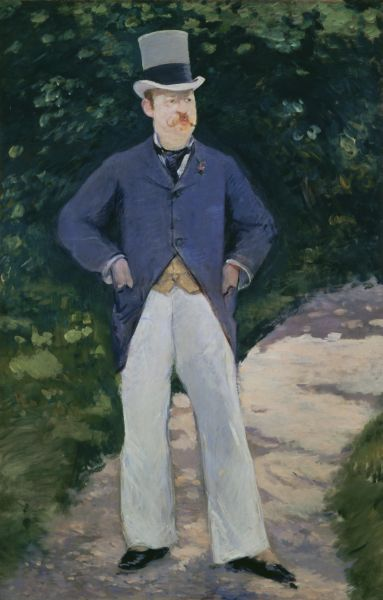
Эдуард Мане Портрет мосье Брюна
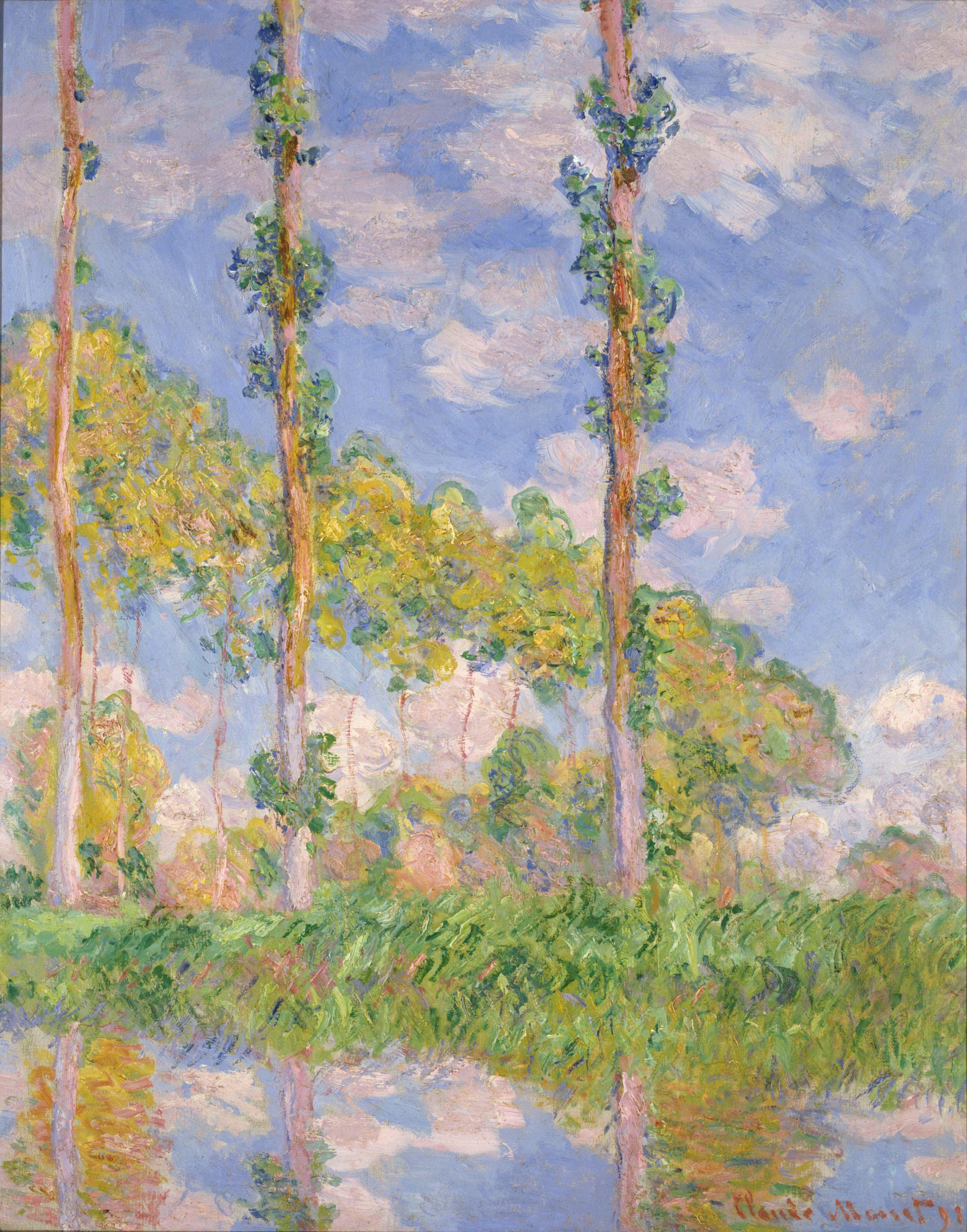
Клод Моне Тополя на солнце
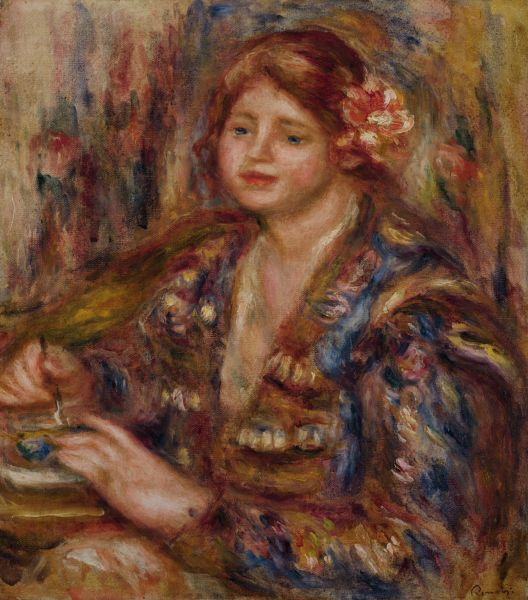
О.Ренуар Женщина с розой
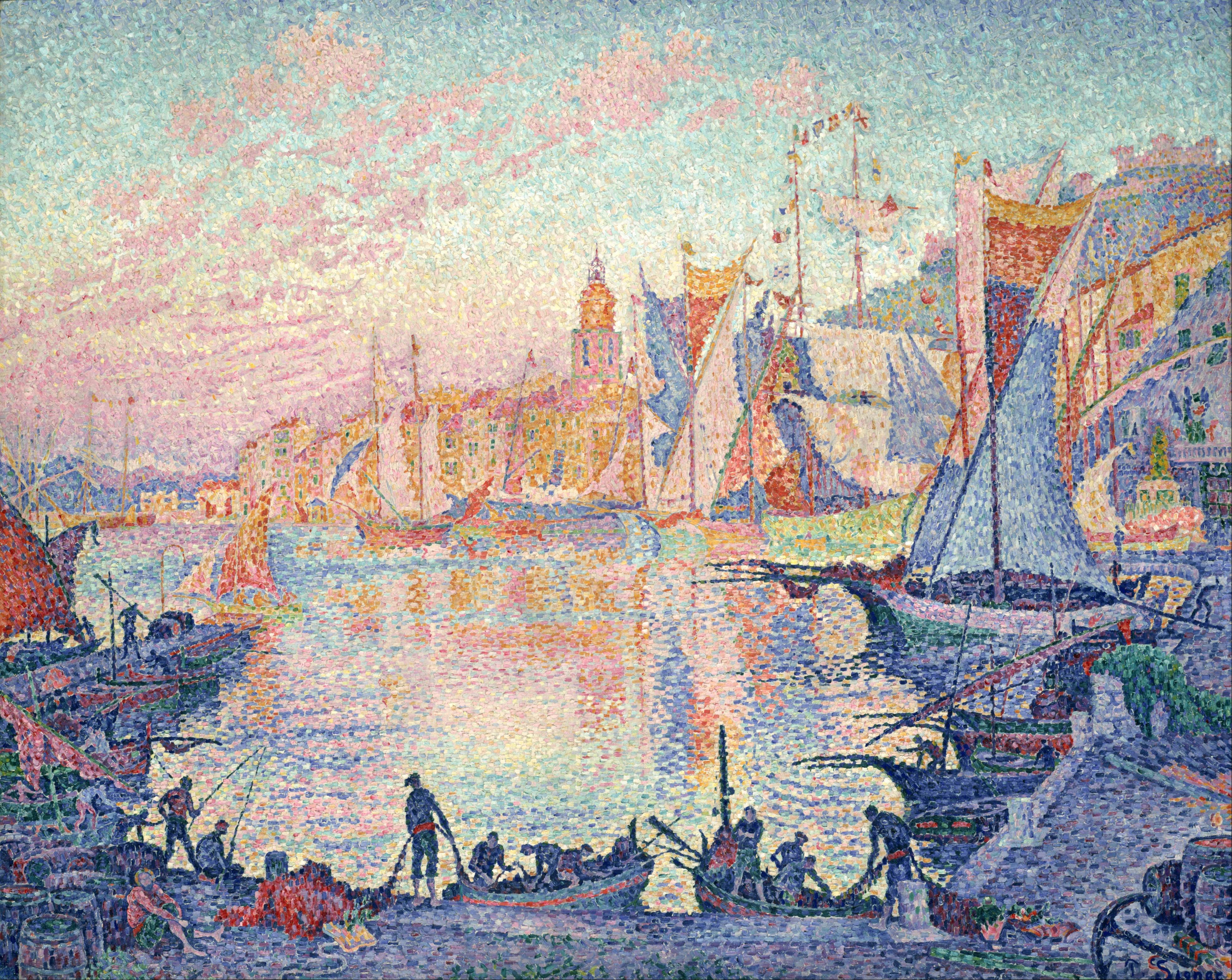
П.Синьяк Гавань в Сен-Тропе

- - Медиафайлы на Викискладе